# ATS-32 광양
ATS-32 광양(光陽)은 대한민국 해군의 통영급 국산 구난함중 통영함에 이어 2015년 두번째로 건조 진수된 동급 함이다. 광양함은 2016년 10월 10일 취역했다.

## 역사
한국 해군은 미국 해군이 사용하던 배수량 2400톤급 구난함인 구 ATS-27 평택과 ATS-28 광양을 퇴역시키고 새로운 국산 구난함으로 건조 진수한 2번함으로 2015년 7월 30일 한진중공업 영도조선소에서 광양함이 진수되었다. 배수량 3500톤에 건조금액은 1천199억 5천만원이다.

## 특징
- 총 톤수: 3500t급
- 전장: 107.5m
- 전폭: 16.8m
- 최대 속력: 21노트(시속 약 39km) 광양함이 이틀 걸리던 거리를 하루만에 도착할 수 있다.
- 감압 챔버: 잠수요원(SSU)이 수심 90m에서 구조 임무수행을 할 수 있도록 최대 8명(군의관 포함)까지 수용이 가능한 감압 챔버 2개,
- 중형 헬기 이ㆍ착륙할 수 있는 비행갑판
- 함수와 함미에 자동함위 유지장치(트러스트, 프로펠러) 장착으로 360도 제자리 회전 가능
- ROV 탑재 - 구 광양함에는 없던 ROV를 탑재했다. 통영함과 동일한 기종인 실링 로보틱스 HD ROV를 탑재, ROV는 인간이 견딜 수 없는 심해인 해저 3km까지 작전이 가능하며 로봇팔 2개, 카메라 9대, 절단기 등이 장착돼 있다. 무게는 3.5t, 속도는 최대 3노트, 인양력은 250㎏ 가량이다.
- 90 m 잠수부 지원장비 - 공기호스를 통해 90 m 수중에서 잠수부가 장시간 구난 작전을 할 수 있다.
- 크레인 - 배수량 570톤 윤영하급 고속함을 크레인으로 들어 올릴 수 있다.
- 예인 - 14500톤급인 LPH-6111 독도를 예인할 수 있다.
- 소나(음파탐지기): 방위산업 비리로 인해 통영함 발주시 구입한 통영함과 동일한 어군탐지기가 장착되었다

## 같이 보기
- ATS-27 평택
- ATS-28 광양: 구 광양함
- ATS-31 통영